# 2M1207
2M1207，是一顆位於半人馬座的棕矮星。該棕矮星被拍攝得有一顆伴星繞其公轉，它被編為2M1207b，極有可能是人們首顆拍得的太陽系外行星，同時也會是首顆圍繞棕矮星公轉的行星。
根據J2000.0天球座標系統的數據，該恆星位於赤經12h7m33.4s，赤緯-39°32′54″，透過2MASS的紅外線全天偵測而被發現，因此以“2M”及赤經位置來命名。它距離地球約70秒差距（PC），其光譜類型為M8。如果它的行星仍然年輕，估計它的質量為木星的25倍。
2005年12月，美國天文學家Eric Mamajek發表更準確的數據，指2M1207距離地球約53PC（173光年）。如果新的數字正確，將使恆星的光度需要修正為比原先的暗，其行星的質量也修改為木星的21倍。

## 参阅
- 太陽系外行星